# Dorothy Dermody
Dorothy "Tommy" Dermody (26 de abril de 1909 – 10 de abril de 2012) foi uma esgrimista irlandesa do Condado de Tipperary. Ela competiu no evento florete individual feminino nos Jogos Olímpicos de Verão de 1948. Quando ela morreu aos 102 anos, era a mais antiga olímpica da Irlanda e a esgrimista olímpica mais velha do mundo.